# Acalypha brevicaulis
Acalypha brevicaulis är en törelväxtart som beskrevs av Johannes Müller Argoviensis. Acalypha brevicaulis ingår i släktet akalyfor, och familjen törelväxter. Inga underarter finns listade i Catalogue of Life.